# الکسیس کاسترو (بازیکن فوتبال، زاده ۱۹۹۴)
الکسیس کاسترو (انگلیسی: Alexis Castro؛ زادهٔ ۱۸ اکتبر ۱۹۹۴) بازیکن فوتبال اهل آرژانتین است که در پست هافبک برای باشگاه فوتبال ذوب آهن در لیگ برتر خلیج فارس بازی می‌کند 
از باشگاه‌هایی که در آن بازی کرده‌است می‌توان به باشگاه فوتبال اتلتیکو تیگره اشاره کرد.